# Shannon Tweed
Shannon Lee Tweed (Saint John's, 10 marzo 1957) è un'attrice, modella e produttrice cinematografica canadese, playmate del mese nel novembre 1981 e playmate dell'anno nel 1982. Ha interpretato oltre 90 tra serie televisive e film, la maggior parte dei quali di genere erotico, ma anche film d'azione.

## Biografia
Terza di sette tra fratelli e sorelle (tra le quali figura Tracy Tweed, anch'ella attrice), Shannon Tweed fu eletta playmate del mese nel novembre 1981 e debuttò come attrice l'anno seguente, interpretando un ruolo nel film per la televisione Drop-Out Father. L'anno successivo fu eletta playmate dell'anno, mentre tra il 1982 e il 1983 apparve in 21 episodi della serie televisiva Falcon Crest, nel ruolo di Diana Hunter, e interpretò il suo primo film cinematografico, l'horror Di origine sconosciuta, diretto da George Pan Cosmatos.
Successivamente apparve in serie televisive quali Hazzard, 21 Jump Street, Frasier, Baywatch e Strepitose Parkers, e partecipò a molti B-movie horror-erotici. Nel 2000 interpretò il ruolo della protagonista Velvet nel western erotico The Rowdy Girls, prodotto dalla Troma e co-prodotto dall'attrice.
Dal 1983 è legata al cantante e bassista dei Kiss Gene Simmons, dal quale ha avuto due figli: Nick, nato nel 1989, e Sophie, nata nel 1992.
I due si sono sposati al Beverly Hills Hotel di Los Angeles il 1º ottobre 2011.

## Filmografia

### Cinema
- Di origine sconosciuta (Of Unknown Origin), regia di George Pan Cosmatos (1983)
- Hot Dog (Hot Dog... The Movie), regia di Peter Markle (1984)
- The Surrogate, regia di Don Carmody (1984)
- Meatballs - Porcelloni in vacanza (Meatballs III: Summer Job), regia di George Mendeluk (1986)
- Steele Justice, regia di Robert Boris (1987)
- La retata (Dragnet), regia di Tom Mankiewicz (1987)
- Codice segreto (Code Name: Vengeance), regia di David Winters (1987)
- Lethal Woman, regia di Chris Marnham e Christian Marnham (1988)
- The Firing Line, regia di Jun Gallardo (1988)
- Donne cannibali (Cannibal Women in the Avocado Jungle of Death), regia di J.F. Lawton (1989)
- Testimone poco attendibile (Night Visitor), regia di Rupert Hitzig (1989)
- Twisted Justice, regia di David Heavener (1990)
- Brividi nella notte (In the Cold of the Night), regia di Nico Mastorakis (1990)
- Trappola d'acciaio (The Last Hour), regia di William Sachs (1991)
- Pericolosamente Cindy (Last Call), regia di Jag Mundhra (1991)
- Night Eyes II (Night Eyes 2), regia di Rodney McDonald (1991)
- Liar's Edge, regia di Ron Oliver (1992)
- Pezzi duri... e mosci (The Naked Truth), regia di Nico Mastorakis (1992)
- Nessuno è innocente (Cold Sweat), regia di Gail Harvey (1993)
- Hilary è morta (Night Eyes Three), regia di Andrew Stevens (1993)
- Condotta indecente (Indecent Behavior), regia di Lawrence Lanoff (1993)
- Notte di tenebre (Possessed by the Night), regia di Fred Olen Ray (1994)
- Vendetta fatale (Scorned), regia di Andrew Stevens (1994)
- Hard Vice, regia di Joey Travolta (1994)
- Night Fire, regia di Mike Sedan (1994)
- Illicit Dreams, regia di Andrew Stevens (1994)
- Indecent Behavior II, regia di Carlo Gustaff (1994)
- A un passo dall'inferno (No Contest), regia di Paul Lynch (1995)
- Codice segreto desiderio (Victim of Desire), regia di Jim Wynorski (1995)
- Body Chemistry 4: Full Exposure, regia di Jim Wynorski (1995)
- Indecent Behavior III, regia di Kelley Cauthen (1995)
- The Dark Dancer, regia di Robert Burge (1995)
- Electra, regia di Julian Grant (1996)
- White Cargo, regia di Daniel Reardon (1996)
- Stormy Nights, regia di Alberto Vidaurri (1996)
- Java Heads: The Movie, regia di Jon C. Scheide (1997)
- Intrappolati all'inferno (No Contest II), regia di Paul Lynch (1997)
- Human Desires, regia di Ellen Earnshaw (1997)
- Naked Lies, regia di Ralph E. Portillo (1998)
- Dead by Dawn, regia di James Salisbury (1998)
- Detroit Rock City, regia di Adam Rifkin (1999)
- Peccati a luci rosse (Forbidden Sins), regia di Robert Angelo (1999)
- Amicizie pericolose (Singapore Sling), regia di James Hong (1999)
- The Rowdy Girls, regia di Steven Nevius (2000)
- Diaries of Darkness, regia di Lucas Lowe (2000)
- Sexy da morire (Dead Sexy), regia di Robert Angelo (2001)
- Wish You Were Dead, regia di Valerie McCaffrey (2002)
- Sex, Marriage and Infidelity, regia di Richard Finger (2014)

### Televisione
- Il tempo della nostra vita (Days of Our Lives) - serie TV (1965)
- Drop-Out Father, regia di Don Taylor - film TV (1982)
- Falcon Crest - serie TV, 21 episodi (1982-1983)
- Fantasilandia (Fantasy Island) - serie TV, 1 episodio (1983)
- Mike Hammer investigatore privato (Mike Hammer) - serie TV, 1 episodio (1984)
- Hazzard (The Dukes of Hazzard) - serie TV, 1 episodio (1984)
- Tre per tre (Three's a Crowd) - serie TV, 1 episodio (1985)
- I viaggiatori delle tenebre (The Hitchhiker) - serie TV, 2 episodi (1985-1987)
- New York New York (Cagney & Lacey) - serie TV, 1 episodio (1986)
- Autostop per il cielo (Highway to Heaven) - serie TV, episodio 3x12 (1986)
- The Last Fling, regia di Corey Allen - film TV (1987)
- Stingray - serie TV, 1 episodio (1987)
- Dalle 9 alle 5, orario continuato (9 to 5) - serie TV, 1 episodio (1987)
- Ohara - serie TV, 1 episodio (1987)
- Avvocati a Los Angeles (L.A. Law) - serie TV, 1 episodio (1987)
- 21 Jump Street - serie TV, 1 episodio (1987)
- Hooperman - serie TV, 1 episodio (1987)
- Cinque ragazze e un miliardario (Rags to Riches) - serie TV, 1 episodio (1987)
- Vita col nonno (Our House) - serie TV, 1 episodio (1988)
- Longarm, la pistola più veloce del West (Longarm ), regia di Virgil W. Vogel - film TV (1988)
- Caro John (Dear John) - serie TV, 1 episodio (1989)
- Desperado (Desperado: The Outlaw Wars), regia di E.W. Swackhamer - film TV (1989)
- Scuola di football  (1st & Ten) - serie TV, 30 episodi (1989-1991)
- Hollywood Dog, regia di William Dear - film TV (1990)
- Tagteam, regia di Paul Krasny - film TV (1991)
- Fly by Night - serie TV, 1 episodio (1991)
- Parker Lewis - serie TV, 1 episodio (1991)
- Baywatch - serie TV, 1 episodio (1991)
- Civil Wars - serie TV, 1 episodio (1992)
- Telefono caldo (Sexual Response), regia di Yaky Yosha - film TV (1992)
- Matrix - serie TV, 1 episodio (1993)
- Model by Day, regia di Christian Duguay - film TV (1993)
- Hot Line - serie TV, 1 episodio (1994)
- La signora in giallo (Murder, She Wrote) - serie TV, episodio 11x15 (1995)
- Frasier - serie TV, 2 episodi (1995-2001)
- Pacific Blue - serie TV, 2 episodi (1996)
- Homeboys in Outer Space - serie TV, 1 episodio (1997)
- Wings - serie TV, 1 episodio (1997)
- Nash Bridges - serie TV, 1 episodio (1997)
- Assalto all'isola del Diavolo (Assault on Devil's Island), regia di Jon Cassar - film TV (1997)
- The Tom Show - serie TV, 3 episodi (1997-1998)
- Assalto alla montagna della morte (Shadow Warriors II: Hunt for the Death Merchant), regia di Jon Cassar - film TV (1999)
- Powerplay, regia di Chris Baugh - film TV (1999)
- Get Real - serie TV, 1 episodio (1999)
- Strepitose Parkers (The Parkers) - serie TV, 3 episodi (2000-2003)
- My Guide to Becoming a Rock Star - serie TV, 11 episodi (2002)
- Run of the House - serie TV, 1 episodio (2003)
- United States of Tara - serie TV, 1 episodio (2010)
- Republic of Doyle - serie TV, 1 episodio (2012-2013)
- Ex-Wives of Rock - serie TV, 13 episodi (2013)
- Seed - serie TV, 1 episodio (2014)

## Doppiatrici italiane
Nelle versioni in italiano delle opere in cui ha recitato, Shannon Tweed è stata doppiata da:
- Emanuela Rossi in Night Fire, Frasier
- Pinella Dragani in La signora in giallo, Codice segreto desiderio
- Roberta Greganti in Baywatch, Notte di tenebra
- Antonella Baldini in A un passo dall'inferno
- Sonia Scotti in Hot Dog
- Laura Boccanera in Night Eyes II
- Fabrizia Castagnoli in Brivido freddo
- Gabriella Borri in Hilary è morta
- Maria Pia Di Meo in Peccati a luci rosse
- Micaela Esdra in Sexy da morire